# Tyana
Tyana (în greacă veche Τύανα; în hitită Tuwanuwa) a fost un oraș antic din regiunea anatoliană Cappadocia, aflat astăzi în zona orașului modern Kemerhisar, provincia Niğde, regiunea Anatolia Centrală, Turcia. A fost capitala unui regat neohitit, în care se vorbea limba luviană, în mileniul 1 î.Hr..

## Istoric
Tyana este orașul menționat în arhivele hitite ca Tuwanuwa. În perioada Imperiului Hitit de la mijlocul mileniului al II-lea, Tuwanuwa era una dintre principalele așezări din regiune, alături de Hupisna, Landa, Sahasara, Huwassana și Kuniyawannni. Această regiune anatoliană central-sudică a fost denumită Țara de Jos în sursele hitite, iar populația sa era formată în principal de vorbitori ai limbii luviene. După destrămarea Imperiului Hitit, Tuwanuwa/Tuwana a fost un oraș de prim rang al regatelor neohitite independente. Nu se știe sigur dacă a fost sau nu supusă inițial regatului Tabal de la nord, dar cu siguranță pe la sfârșitul secolului al VIII-lea î.Hr. era un regat independent aflat sub un conducător numit Warpalawa (în sursele asiriene Urballa). Numele lui apare în câteva inscripții hieroglifice luviene descoperite în regiune, inclusiv pe o sculptură monumentală săpată în stâncă la Ivriz. Warpalawa este menționat și în textele asiriene, sub numele de Urballa, mai întâi într-o listă a vasalilor regelui asirian Tiglatpalasar al III-lea și mai târziu într-o scrisoare a lui Sargon al II-lea. Warpalawa a fost probabil urmat de fiul său Muwaharani, al cărui nume apare pe un alt monument descoperit la Niğde.

### Perioadele greacă și romană
În legenda greacă, orașul a fost numit mai întâi Thoana, deoarece fondatorul său a fost regele trac Thoas (Arrian, Periplus Ponti Euxini, vi); el se afla în Capadocia, la poalele Munților Taurus și lângă Porțile Ciliciene (Strabon, XII, 537; XIII, 587).
Xenofon îl menționează în cartea sa Anabasis, sub numele de Dana, ca un oraș mare și prosper. Câmpia din jurul lui a fost cunoscut după aceasta sub numele de Tyanitis.
Tyana este locul de naștere presupus al celebrului filozof (care avea reputația de magician sau chiar de sfânt) Apollonius din Tyana în secolul I d.Hr. Poetul Ovidiu (Metamorfoze VIII) plasează povestea lui Filemos și Baucis în apropierea orașului.
Potrivit lui Strabo, orașul era cunoscut și sub numele de „Eusebeia din Taurus”. Sub împăratul roman Caracalla, orașul a devenit Antoniana colonia Tyana. După ce s-a alăturat reginei Zenobia din Palmira, a fost capturat de Aurelian în 272, care nu a permis soldaților săi să-l jefuiască, aparent pentru că i s-a arătat Apollonius, pledând pentru siguranța lui.

### Perioadele romană târzie și bizantină
În anul 372 împăratul roman Valens a împărțit provincia Cappadocia în două, iar Tyana a devenit capitala și metropola provinciei Cappadocia Secunda. În Antichitatea târzie orașul era cunoscut și sub numele de Christoupolis (în greacă Χριστούπολις, „orașul lui Hristos”).
După expansiunea musulmană și stabilirea frontierei între Imperiul Bizantin și Califatul Arab de-a lungul Munților Taurus, Tyana a devenit o bază militară importantă datorită poziției sale strategice pe drumul către Cilicia și Siria prin Porțile Ciliciene, care se află la aproximativ 30 km către sud. În consecință, această așezare a fost vizată frecvent de raidurile musulmane. Orașul a fost jefuit pentru prima dată de omeiazi după un asediu îndelungat în 708 și a rămas pustiu o vreme înainte de a fi reconstruit. A fost apoi ocupat de califul abbasid Harun al-Rashid în 806. Harun a început să transforme orașul într-o bază militară și chiar a ridicat o moschee acolo, dar a fost nevoit să evacueze orașul după ce împăratul bizantin Nicefor I a încheiat un tratat de pace.
Orașul a fost din nou capturat distrus de abbasizii aflați sub conducerea lui Al-Abbas ibn al-Ma'mun în 831. Abbas a reconstruit orașul trei ani mai târziu ca o colonie militară abbasidă în pregătirea cuceririi planificate a Bizanțului de către califul al-Ma'mun, dar după moartea bruscă a lui Ma'mun în august 833, campania a fost abandonată de succesorul său, al-Mu'tasim, iar orașul pe jumătate reconstruit a fost din nou distrus.
Orașul a căzut în declin după 933, pe măsură ce amenințarea arabă s-a diminuat. Ruinele Tyanei se află pe teritoriul orașului modern Kemerhisar, la trei mile sud de Niğde; există rămășițe ale unui apeduct roman și ale cimitirelor rupestre și grotelor sepulcrale.

## Istoria ecleziastică
Potrivit cronicilor, împăratul Valens a creat în anul 372 provincia Cappadocia Secunda, a cărei metropolă a devenit Tyana. Această reorganizare a generat o controversă violentă între episcopul Antim al Tyanei și mitropolitul Vasile al Cezareii, fiecare dintre ei dorind să aibă cât mai multe scaune sufragane. În jurul anului 640 Tyana avea trei episcopii sufragane și tot așa era și în secolul al X-lea (Heinrich Gelzer, „Ungedruckte... Texte der Notitiae episcopatum”, 538, 554).
Istoricul francez Michel Le Quien menționează 28 de episcopi de Tyana, printre care au fost:
- Eutihie, care a participat la Sinodul de la Niceea din 325
- Antim, rivalul Sfântului Vasile
- Eterie, care a participat la Sinodul de la Constantinopol din 381
- Teodor, prietenul Sfântului Ioan Gură de Aur
- Euteriu, partizanul lui Nestorie, destituit și exilat în 431
- Chiriac, un monofizit severian.

În mai 1359 Eparhia de Tyana era condusă tot de un mitropolit (Mikelosich și Müller, „Acta patriarchatus Constantinopolitani”, I, 505); în 1360 mitropolitul Cezareii a preluat administrarea acesteia (op. cit., 537). Scaunul episcopal a rămas de atunci un scaun titular.
În anul 2020, în timpul săpăturilor, arheologii au descoperit o biserică octogonală și monede ce datau din secolul al IV-lea.

## Legături externe
- Tyana in Turkey Arhivat în 2 februarie 2007, la Wayback Machine. Orașul Nigde. Tyana și Apollonius
- Tyana (Kemerhisar) Arhivat în 6 noiembrie 2013, la Wayback Machine.